# Barking Sands Beach
Barking Sands Beach ist ein Dünenabschnitt der Polihale Beach an der Westküste von Kauaʻi im US-Bundesstaat Hawaii. Wird der Sand bewegt, kann ein bellendes Geräusch entstehen.

## Geschichte
Bereits die nativen Hawaiier erwähnten den Strand in ihren traditionellen Liedern, in denen sie die Besonderheiten ihrer jeweiligen Inseln beschrieben, und nannten ihn Keonekani o Nohili („der klingende Strand von Nohili“). 1875 wurde diese besondere Eigenschaft des Strandes von W. R. Frink in einem Brief an die California Academy of Sciences beschrieben: „Wenn man zwei Handvoll des Sandes zusammenklatscht, entsteht ein Geräusch wie das Heulen einer Eule [...] Das stärkste Geräusch erzeugten wir, indem sich ein Einheimischer auf den Bauch legte und von einem anderen an den Füßen den Abhang heruntergezogen wurde.“
1921 wurde die Gegend der Barking Sands von der Kekaha Sugar Company erworben und eine Landebahn für Privatflugzeuge angelegt. 1928 absolvierte der Australier Charles Kingsford Smith einen historischen Flug von Barking Sands über Fidschi nach Australien in einer Fokker Trimotor. 1940 erwarb die US-Army das Land, teerte die Landebahn und nannte sie Mana Airport. Während des Zweiten Weltkriegs wurden von hier eine große Anzahl von Flügen durchgeführt. 1954 wurde sie in Bonham Air Force Base umbenannt und 1958 die Pacific Missile Range Facility gegründet.

## Wissenschaftliche Erklärung
Dr. James Blake, ein Wissenschaftler der California Academy of Sciences, der 1875 eine Sandprobe untersucht hatte, erklärte das Phänomen damit, dass die Sandkörner alle mehr oder weniger mit kleinen Löchern versehen sind, die in Hohlräumen enden, welche sich nach innen vergrößern. Sie kommunizieren mit der Oberfläche durch eine kleine Öffnung. Diese Struktur erklärt, warum Geräusche entstehen, wenn sie bewegt werden. Die gegenseitige Reibung produziert Vibrationen in den Hohlräumen. Sobald die Schwingungen an die Luft in den Hohlräumen weitergeleitet werden, entsteht dieser Klang. Es gibt im Sand viele Millionen widerhallender Hohlräume, von denen jeder einzelne einen Ton abgibt, die zusammen einen lauten Klang ergeben. Dieser kann sogar einem Donnerschlag ähneln. Hierfür muss der Sand aber absolut trocken sein, denn wenn die Hohlräume mit Wasser gefüllt sind, können die Sandkörner keine Schwingungen erzeugen. Der Sand an diesem Strand besteht aus Carbonaten, nicht wie sonst üblich aus Quarz.

## Legenden
Die Legende der Barking Sands Beach handelt von einem alten hawaiischen Fischer namens Nohili, der mit seinen neun Hunden in einer Hütte am Strand lebte. Immer wenn er zum Fischen ging, band er die Hunde an drei Pfähle im Sand, jeweils drei an einen Pfahl. Nach einer erschöpfenden Ausfahrt mit einem Sturm, vergaß er, seine Hunde loszubinden. Als er am nächsten Morgen aufwachte, waren sie verschwunden. An ihrer Stelle waren drei kleine Hügel im Sand. Als er auf einen der Hügel trat, hörte er ein lautes Bellen. Er glaubte, die Hunde seien von dem heftigen Sturm im Sand verschüttet worden und begann zu graben. Seine Mühe war jedoch vergeblich, am Ende gab der Fischer auf. Jeden Tag, an dem er anschließend den Strand überquerte, konnte er das tiefe Bellen vernehmen.
Der Strand erscheint in den Legenden: „Ke one kani o Nohili“ im Buch: Wichman, Frederick B., Polihale and Other Kauai Legends, „Kapahe, Captain of the Niihau Whale Boat“ im Buch: Knudsen, Eric A., Teller of Hawaiian Tales, „Kawelu, the Shark God“ im Buch: Teller of Hawaiian Tales und „The Heiau of Polihale“ ebenfalls im Buch: Teller of Hawaiian Tales.

## Beschränkter Zugang
Der Zugang zum Strand ist für die Allgemeinheit gesperrt, da er sich in einem militärischen Sperrgebiet befindet.